# Schenectady (New York)
Schenectady je grad u američkoj saveznoj državi New York. Prema popisu stanovništva iz 2010. u njemu je živjelo 66.135 stanovnika.